# Estación Los Dones
Los Dones fue una estación de ferrocarril que se hallaba al sur de la oficina salitrera homónima, en la Región de Antofagasta de Chile. Fue parte del Longitudinal Norte y actualmente se encuentra inactiva.

## Historia
Originalmente el tramo del Longitudinal Norte donde se encontraba la estación estaba proyectado más al este, pasando por el centro del Llano de la Paciencia, por lo que en los bosquejos iniciales no aparecen detenciones en el sector de Los Dones; sin embargo, posteriores modificaciones durante su construcción establecieron de forma definitiva la estación. En mapas de 1929 aparece la estación como punto de inicio de un ramal que conectaba con la oficina salitrera Los Dones.
La estación no aparece consignada en publicaciones turísticas de 1949, sin embargo aparece en mapas de 1968, lo que da cuenta de su actividad de manera intermitente. Según Santiago Marín Vicuña la estación se ubica a 1498 m s. n. m.
La estación dejó de prestar servicios cuando finalizó el transporte de pasajeros en la antigua Red Norte de la Empresa de los Ferrocarriles del Estado en junio de 1975, siendo clausurada formalmente el 15 de enero de 1979. Las vías del Longitudinal Norte fueron traspasadas a Ferronor y privatizadas, mientras que la estación fue abandonada.